# IDSEA Champasak United Football Club
IDSEA Champasak United Football Club é um clube de futebol laociano sediado em Pakxe.  Foi fundado em 1 de janeiro de 2015. Disputa atualmente a Lao Premier League, correspondente à primeira divisão nacional.

## História
Em julho de 2015, a BBC reportou que o clube havia "traficado" jogadores entre 14 a 17 anos da África, forçando-os a assinar contratos e fazendo-os viver em más condições de acomodação sem salário ou assistências.